# Barcánfalva

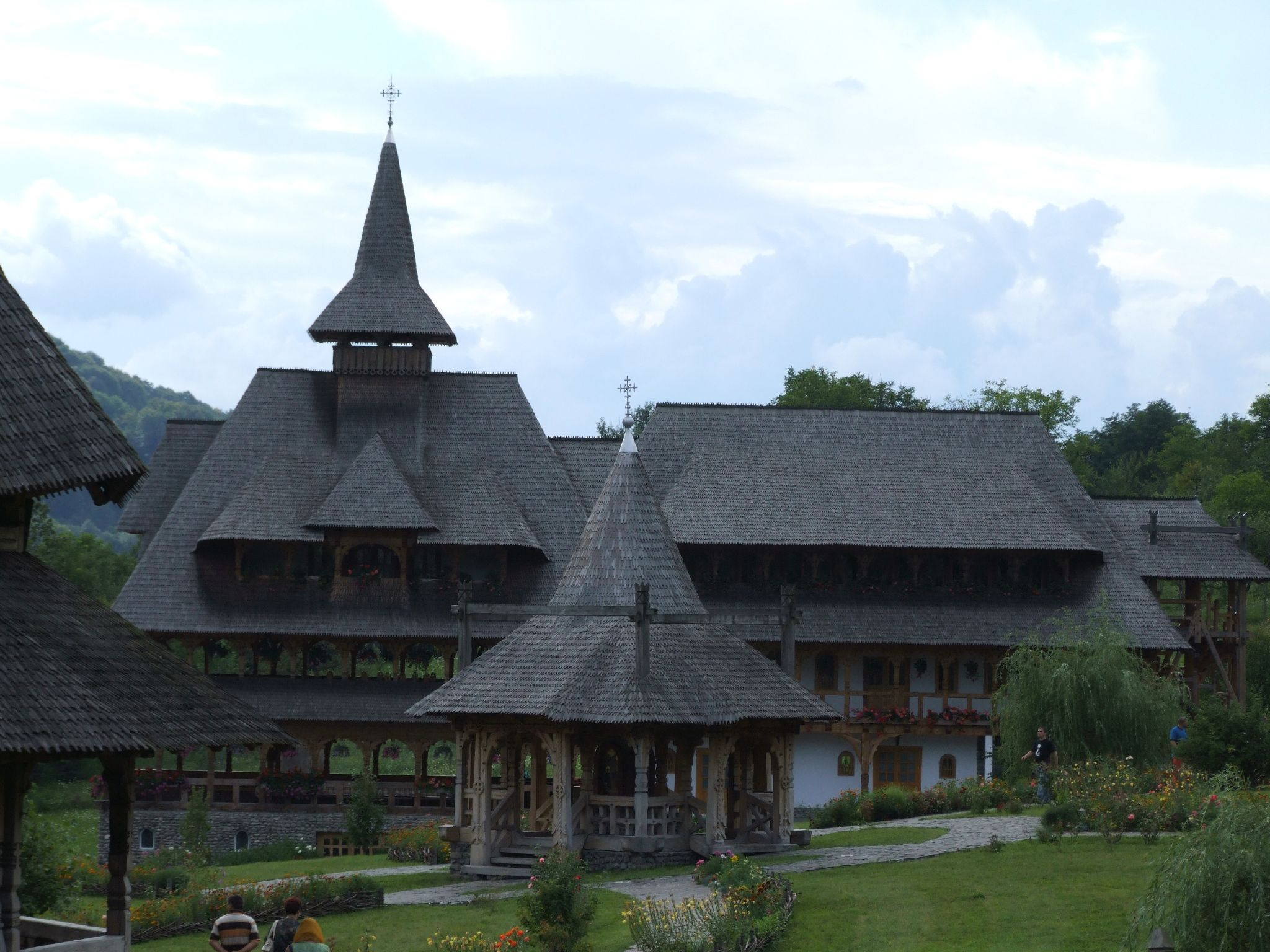
A kolostor épülete

Barcánfalva (románul Bârsana, szlovákul Barcanová) falu Romániában Máramaros megyében.

## Fekvése
Máramarosszigettől 23 km-re délkeletre fekszik.

## Története
Barcánfalva (Szurdok) az Iza völgyében a 14. század elején keletkezett.
Nevét 1326-ban említették először az oklevelekben Zurduky néven.
1390-ben Barzanfalua, 1442-ben Barchanfalwa, 1487-ben Baarzan, 1488-ban Borschanfalwa néven írták.
Szurdok birtokot minden királyi jövedelmével együtt 1326-ban adta Károly Róbert király Stan fia Stanislaus kenéznek, akit Barcánnak (Borzan) is neveztek.
1346-ban és 1408-ban Stanislaus, vagy más néven Borzan utódai: Rad és fivérei és unokái az adományt átíratják.
1910-ben 3362 lakosából 2795 román és 504 német volt.
A trianoni békeszerződésig Máramaros vármegye Suhatagi járásához tartozott.
1992-ben társközségeivel együtt 6968 lakosából 6961 román és 3 magyar volt.

## Nevezetességek
- A falu ortodox fatemploma 1720 körül épült, egyike a Máramaros fatemplomai néven a világörökség listájára felvett nyolc építménynek.
- A falu végén áll az új kolostor, 1993-ban épített 62 m magas tornya ma a második legmagasabb fatorony egész Európában.